# 이화영 (배우)
이화영(1963년 12월 11일 ~ )은 대한민국의 배우이다.
1982년 KBS 9기 공채 탤런트로 데뷔하였다. 최민식과 같은 연극에 출연하며 결혼했지만, 6년 만에 성격 차이로 이혼한 뒤 오랜 기간 미국에서 지내다가, 2014년 KBS2 아침 드라마 《순금의 땅》으로 컴백했고, 2015년 영화 《내 심장을 쏴라》에 출연하며 10년 만에 스크린에 컴백했다.

## 학력
- 중앙대학교 연극영화과 학사

## 출연작

### 드라마
- 1990년 KBS2 수목드라마 《겨울 나그네》
- 1990년 KBS2 주말연속극 《꽃 피고 새 울면》
- 2014년 KBS2 일일드라마 《순금의 땅》 - 덕구 모 역
- 2014년 tvN 수요드라마 《황금거탑》 - 이화영 역
- 2015년 KBS2 일일드라마 《다 잘될 거야》 - 임달자 역
- 2016년 MBC 아침드라마 《좋은사람》 - 강진숙 역
- 2017년 MBC 주말드라마 《당신은 너무합니다》 - 최경애 역
- 2019년 tvN 수목드라마 《악마가 너의 이름을 부를 때》 (특별출연)
- 2021년 SBS 아침드라마 《아모르 파티 - 사랑하라, 지금》 - 신형자 역

### 영화
- 1996년 《지독한 사랑》 - 영민 아내 역
- 2015년 《내 심장을 쏴라》 - 현선 엄마 역
- 2018년 《천사의 시간》 - 주희 엄마 역
- 2021년 《귀문》 - 도진 모 역

### 연극
- 2013년 《해를 쏜 소년》
- 2014년 《백돌비가》
- 2015년 《서울연극제 - 6.29가 보낸, 예고부고장》
- 2015년 《불효자는 웁니다》
- 2018년 《피고지고 피고지고》